# Cis guamae
Cis guamae es una especie de coleóptero de la familia Ciidae.

## Distribución geográfica
Habita en Guam.